# Vittoria Febbi
Vittoria Febbi (Asmara, 13 febbraio 1939) è un'attrice, doppiatrice e direttrice del doppiaggio italiana.

## Biografia
Ha iniziato a lavorare da piccola, a 10 anni, con il regista Luigi Zampa nel film Campane a martello del 1949. Fino al 1960 ha girato 8 pellicole, dedicandosi contemporaneamente al teatro e alla prosa radiofonica della Rai, da Radio Roma e soprattutto al doppiaggio.
Uno dei suoi primi doppiaggi da bambina è stato quello di Alice nel film d'animazione Alice nel Paese delle Meraviglie (1951) prodotto da Walt Disney.
Ha doppiato negli anni celebri attrici quali Ann-Margret, Liv Ullmann, Ornella Muti, Gena Rowlands, Jessica Lange, Kathy Bates, Charlotte Rampling, Carmen Maura, Faye Dunaway, Edwige Fenech, Angela Lansbury e molte altre.
Nel 2015 ha ricevuto il Leggio d'oro alla carriera, un premio dedicato ai doppiatori che si sono distinti per la loro bravura.
Ha lavorato spesso anche per la televisione: dal 2006 al 2013 e nuovamente nel 2018 e nel 2023 ha doppiato il personaggio di Stephanie Douglas Forrester (Susan Flannery) nella soap opera Beautiful (in sostituzione della scomparsa Angiolina Quinterno).

## Vita privata
Suo figlio è il dialoghista Federico Nobili, mentre sua nipote è la doppiatrice Elisa Nobili.

## Filmografia
- Campane a martello, regia di Luigi Zampa (1949)
- Vogliamoci bene!, regia di Paolo William Tamburella (1950)
- La vendetta del corsaro, regia di Primo Zeglio (1951)
- Incantesimo tragico (Oliva), regia di Mario Sequi (1951)
- Cento piccole mamme, regia di Giulio Morelli (1952)
- La carrozza d'oro (Le carrosse d'or), regia di Jean Renoir (1952)
- Fanciulle di lusso, regia di Bernard Vorhaus (1953)
- La regina delle piramidi (Land of the Pharaohs), regia di Howard Hawks (1955)
- Città di notte, regia di Leopoldo Trieste (1956)
- Ragazzi della marina, regia di Federico De Robertis (1958)
- Promesse di marinaio, regia di Turi Vasile (1958)
- La furia dei barbari, regia di Guido Malatesta (1960)
- Gli avventurieri dei tropici, regia di Sergio Bergonzelli (1960)

## Doppiaggio

### Cinema
- Kathy Bates in Misery non deve morire, La vedova americana, Insieme per caso, A Civil Action, I colori della vittoria, Gli ultimi fuorilegge, Vizi di famiglia, Il segno della libellula - Dragonfly, A casa con i suoi, P.S. I love you, Ultimatum alla Terra, Chéri, Il mio angolo di paradiso, La grande Gilly Hopkins, L'ottava nota - Boychoir, The Boss, La mia vita con John F. Donovan, Richard Jewell

- Edwige Fenech in La poliziotta fa carriera, La dottoressa del distretto militare, Taxi Girl, La soldatessa alla visita militare, La soldatessa alle grandi manovre, La poliziotta della squadra del buon costume, Dottor Jekyll e gentile signora, La patata bollente, Sballato, gasato, completamente fuso, Nude per l'assassino, La vergine, il toro e il capricorno, Il ladrone, Il ficcanaso, Zitto quando parli, Un delitto poco comune

- Charlotte Rampling in Il portiere di notte, Marlowe, il poliziotto privato, Yuppi du, L'orca assassina, Un taxi color malva, D.O.A. - Dead on Arrival, Melancholia, Giovane e bella, L'altra metà della storia, Hannah, L'ospite
- Liv Ullmann in L'ora del lupo, Sussurri e grida, Scene da un matrimonio, Una donna chiamata moglie, L'immagine allo specchio, Quell'ultimo ponte, L'uovo del serpente, Sinfonia d'autunno, Speriamo che sia femmina, Mosca addio, Gaby - Una storia vera

- Barbara Bouchet in Donne, v'insegno come si seduce un uomo, Sweet Charity - Una ragazza che voleva essere amata, Alla ricerca del piacere, Con la rabbia agli occhi, Quelli che contano, L'amica di mia madre, Amore vuol dir gelosia, Diamanti sporchi di sangue, Spaghetti a mezzanotte, Crema, cioccolata e... paprika
- Ann-Margret in Viva Las Vegas, Mentre Adamo dorme, L'ultimo omicidio, Cincinnati Kid, La ragazza made in Paris, I 9 di Dryfork City, R.P.M. Rivoluzione per minuto, Funerale a Los Angeles, 52 gioca o muori,  Cambiar vita

- Jessica Lange in King Kong, Frances, Sweet Dreams, Cape Fear - Il promontorio della paura, Blue Sky, La cugina Bette, Segreti, La notte e la città, Broken Flowers

- Carmen Maura in Donne sull'orlo di una crisi di nervi, Intrighi e piaceri a Baton Rouge, Come essere donna senza lasciarci la pelle, Reinas - Il matrimonio che mancava, Volver - Tornare, Segreti di famiglia, Paulette, Le streghe son tornate
- Gena Rowlands in Una moglie, Gloria - Una notte d'estate, Taxisti di notte, Ancora una volta, Qualcosa di cui... sparlare, She's So Lovely - Così carina, Una gelata precoce, Amiche per sempre

- Janet Agren in Indagine su un delitto perfetto, Paura nella città dei morti viventi, La gatta da pelare, Ricchi, ricchissimi... praticamente in mutande, Questo e quello, Chi dice donna dice donna, Mangiati vivi!
- Corinne Cléry in Histoire d'O, Bluff - Storia di truffe e di imbroglioni, Autostop rosso sangue, Sono stato un agente C.I.A., Moonraker - Operazione spazio, I viaggiatori della sera, Via Montenapoleone

- Agostina Belli in Angeli senza paradiso, Profumo di donna, Revolver, L'ultima neve di primavera, Doppio delitto, Cara sposa
- Ellen Burstyn in Providence, Gli anni dei ricordi, Il club delle baby sitter, I sublimi segreti delle Ya-Ya sisters, Il prescelto, Un giorno questo dolore ti sarà utile
- Rita Hayworth in Fascino, Gilda, Bellezze in cielo, Stanotte e ogni notte, Salomè, Gli amori di Carmen (ridoppiaggi)
- Katharine Ross in Shenandoah - La valle dell'onore, Dominique, Butch Cassidy, Amore e violenza, Swarm, Countdown dimensione zero

- Lilli Carati in La professoressa di scienze naturali, Candido erotico, Il corpo della ragassa, Qua la mano, C'è un fantasma nel mio letto
- Sandra Dee in Quattro donne aspettano, Come sposare una figlia, I cavalloni, Rosie!, Le vergini di Dunwich
- Catherine Deneuve in ...poi ti sposerò, Anima persa, La favolosa storia di Pelle d'Asino, Niente di grave, suo marito è incinto, Pollicino
- Mia Farrow in Il grande Gatsby, Assassinio sul Nilo, Uragano, John e Mary, Omen - Il presagio
- Ida Galli in Un dollaro bucato, Il suo nome gridava vendetta, Le orme, Lo chiamavano Tresette... giocava sempre col morto, Napoli spara!
- Diane Keaton in Il padrino, Il padrino - Parte II, Il padrino - Parte III, La stanza di Marvin, Amori sospesi
- Paola Tedesco in Lady Barbara, Beato fra le donne, I due assi del guantone, La polizia accusa: il Servizio Segreto uccide, W le donne

- Diane Baker in Donne in cerca d'amore, Viaggio al centro della Terra, Le avventure di un giovane, Intrigo a Stoccolma
- Jacqueline Bisset in Airport, Come si distrugge la reputazione del più grande agente segreto del mondo, Candidato all'obitorio, Qualcuno sta uccidendo i più grandi cuochi d'Europa
- Geraldine Chaplin in Il ritorno dei tre moschettieri, The Orphanage, Imago mortis, L'imbroglio nel lenzuolo
- Rosemarie Dexter in L'uomo venuto dal Kremlino, L'ultimo uomo di Sara, Sette ore di violenza per una soluzione imprevista, Povero Cristo
- Marlene Dietrich in Marocco, Venere bionda, L'ultimo treno da Mosca, Paura in palcoscenico (ridoppiaggi)
- Faye Dunaway in E venne la notte, L'inferno di cristallo, Chinatown, I tre giorni del Condor
- Mimsy Farmer in Il profumo della signora in nero, Black Cat (Gatto nero), Concorde Affaire '79, Don Camillo
- Katharine Hepburn in Primo amore, Dolce inganno, La stirpe del drago, La donna del giorno (ridoppiaggi)
- Carol Lynley in Johnny, l'indiano bianco, Vacanze per amanti, Innamorati in blue jeans, Donna d'estate
- Luciana Paluzzi in Guaglione, L'infermiera, L'uomo della strada fa giustizia, Colpo grosso... grossissimo... anzi probabile
- Romy Schneider in Noi due senza domani, Gli innocenti dalle mani sporche, Chiaro di donna, Fantasma d'amore

- Jane Alexander in Tutti gli uomini del presidente, Per piacere... non salvarmi più la vita, Mister Morgan
- Barbara Bach in La spia che mi amava, Il maschio ruspante, Ecco noi per esempio...
- Florinda Bolkan in Flavia, la monaca musulmana, La settima donna, Miliardi
- Martine Brochard in Fango bollente, Una donna alla finestra, Stringimi forte papà, I miei primi 40 anni
- Angie Dickinson in F.B.I. e la banda degli angeli, Jack London Story, Sabrina
- Dalila Di Lazzaro in Quando la coppia scoppia, Il bandito dagli occhi azzurri, Tre tigri contro tre tigri
- Laura Gemser in Amore libero - Free Love, Emanuelle nera, Voglia di donna
- Susan George in Cane di paglia, La banda J. & S. - Cronaca criminale del Far West, Mandingo
- Christine Kaufmann in Labbra rosse, La congiura dei dieci, Monsieur Cognac
- Shirley Knight in Lo zar dell'Alaska, Il buio in cima alle scale, Mercy
- Lucretia Love in Il diavolo a sette facce, La figliastra, I due figli dei Trinità
- Yvette Mimieux in La spiaggia del desiderio, Luce nella piazza, Avventura nella fantasia
- Ornella Muti in La stanza del vescovo, Primo amore, Come una rosa al naso
- Lena Olin in Havana, Mr. Jones, Prove apparenti
- Maria Rosaria Omaggio in Roma a mano armata, Squadra antiscippo, La moglie dell'amico è sempre più buona
- Millie Perkins in Il diario di Anna Frank, Paese selvaggio, The Lost City
- Valerie Perrine in Mister Miliardo, Superman, Superman II
- Susan Sarandon in La mortadella, Il temerario, Prima pagina
- Talia Shire in Rocky III, Rocky IV, Rocky V
- Dianne Wiest in Cookie, Le mille luci di New York, Mi chiamo Sam

- Caroline Aaron in Un giorno senza messicani
- Diahnne Abbott in Re per una notte
- Brooke Adams in Terrore dallo spazio profondo
- Isabelle Adjani in Subway, Camille Claudel
- Maria Aitken in Un pesce di nome Wanda, Creature selvagge
- Norma Aleandro in La storia ufficiale
- Vera Alentova in Mosca non crede alle lacrime
- Debbie Allen in Fame - Saranno famosi
- Joan Allen in Gli intrighi del potere - Nixon
- Kirstie Alley in Runaway
- Béatrice Altariba in Totò diabolicus
- Annette Andre in Dolci vizi al foro (dialoghi)
- Irina Anisimova-Wulf in Zio Vanja
- Francesca Annis in Assassinio sul palcoscenico
- Marayat Andriane in Quelli della San Pablo
- Anne Archer in Taverna Paradiso, Blitz nell'oceano
- Fanny Ardant in La famiglia
- Jane Asher in La maschera della morte rossa, Alfie
- Pamela Austin in Blue Hawaii
- Keiko Awaji in Inugami - Le divinità maligne
- Sabine Azéma in Rossini! Rossini!
- Carroll Baker in La conquista del West, Un poliziotto alle elementari
- Muriel Baptiste in L'amante italiana
- Anne Baxter in L'orgoglio degli Amberson (ridoppiaggio)
- Ann Bell in Camilla e le altre
- Annie Belle in La casa sperduta nel parco
- Fran Bennett in Il gigante
- Marisa Berenson in Cabaret
- Candice Bergen in Conoscenza carnale, Il principio del domino: la vita in gioco
- Senta Berger in Il papavero è anche un fiore, Roma bene
- Barbara Bingham in Venerdì 13 parte VIII - Incubo a Manhattan
- Susan Blakely in Over the Top
- Estella Blain in Totòtruffa '62
- Claire Bloom in Scontro di titani, 11 settembre 1683
- Margaret Blye in Hombre
- Connie Booth in Il piccolo Lord
- Eileen Brennan in La stangata
- Blair Brown in Space Cowboys
- Kathy Burke in La talpa
- Kate Burton in Stay - Nel labirinto della mente
- Michele Carey in El Dorado
- Hayley Carmichael in Il racconto dei racconti - Tale of Tales
- Barbara Carrera in Seduttore a domicilio
- Charmian Carr in Tutti insieme appassionatamente (dialoghi)
- Janet Carroll in Sono affari di famiglia
- Joanna Cassidy in Uccidete la colomba bianca
- Kathleen Chalfant in Duplicity
- Edith Clever in La Marchesa von...
- Joan Collins in Il richiamo del lupo, Sunburn - Bruciata dal sole
- Isabelle Cooley in Cleopatra
- Donna Corcoran in L'orfana senza sorriso
- Yvonne Craig in A noi piace Flint
- Lindsay Crouse in Le stagioni del cuore, La casa dei giochi
- Lucille Curtis in Il boia
- Dani in Effetto notte
- Olivia de Havilland in Raffles (ridoppiaggio)
- Judi Dench in Un tè con Mussolini
- Colette Descombes in La ragazzina
- Melinda Dillon in Incontri ravvicinati del terzo tipo
- Lesley-Anne Down in 1855 - La prima grande rapina al treno
- Sandy Duncan in Il gatto venuto dallo spazio
- Anny Duperey in Un attimo, una vita
- Barbara Eda-Young in Serpico
- Jennifer Edwards in Intrigo a Hollywood
- Britt Ekland in Agente 007 - L'uomo dalla pistola d'oro
- Carmen Elías in Il fiore del mio segreto
- Irán Eory in Le avventure di Scaramouche
- Shannon Farnon in Il ballo proibito
- Andréa Ferréol in Francesco
- Fionnula Flanagan in Un poliziotto da happy hour
- Darlanne Fluegel in C'era una volta in America
- Brigitte Fossey in Due sporche carogne - Tecnica di una rapina, Nuovo Cinema Paradiso
- Gloria Foster in Matrix
- Alisa Frejndlich in La ballerina del Bolshoi
- Brenda Fricker in Il momento di uccidere
- Judy Garland in Il pirata
- Greer Garson in Orgoglio e pregiudizio (ridoppiaggio)
- Judy Geeson in Ispettore Brannigan, la morte segue la tua ombra
- Clio Goldsmith in La cicala
- Manja Golec in I peccati di Madame Bovary
- Sylvie Granotier in Coma irreversibile
- Lucy Grantham in L'ultima casa a sinistra
- Julie Gregg in L'uomo della Mancha
- Pam Grier in Jackie Brown
- Carole Grove in Assassinio sulla Costa Azzurra
- Florence Guérin in Profumo, La Bonne
- Joan Hackett in Il tesoro di Matecumbe, Solo quando rido
- Dayle Haddon in La supplente, La città gioca d'azzardo
- Linda Hamilton in King Kong 2
- Maud Hansson in Il settimo sigillo
- Tess Harper in Tender Mercies - Un tenero ringraziamento
- Barbara Harris in Due figli di...
- Mariette Hartley in Barquero
- Elizabeth Hartman in Incontro al Central Park
- Susan Hayward in Questo mio folle cuore (ridoppiaggio)
- Barbara Hershey in Zia Giulia e la telenovela
- Marianna Hill in Lo straniero senza nome
- Miriam Hopkins in Mancia competente (ridoppiaggio)
- Andrea Howard in Grazie a Dio è venerdì
- Kim Hunter in Il pianeta delle scimmie, Fuga dal pianeta delle scimmie
- Isabelle Huppert in Il giudice e l'assassino
- Anjelica Huston in Chi ha paura delle streghe?
- Geraldine James in Due metri di allergia
- Yoon Jeong-hee in Poetry
- Marlène Jobert in Ultimo domicilio conosciuto, Per amore ho catturato una spia russa
- Andrea Jonasson in La tela del ragno
- Grace Jones in 007 - Bersaglio mobile
- Norma Jordan in Il prezzo del potere
- Jane Kaczmarek in Innamorarsi
- Madeline Kahn in Agenzia salvagente
- Olga Karlatos in Keoma, Murderock - Uccide a passo di danza
- Caroline Kava in Nato il quattro luglio
- Lainie Kazan in Bigfoot e i suoi amici
- Zora Kerowa in Cannibal Ferox
- Eartha Kitt in Mowgli e il libro della giungla
- Alice Krige in Ci penseremo domani, Star Trek - Primo contatto
- Nancy Kwan in Il comandante Robin Crusoe
- Valérie Lagrange in L'uomo di Hong Kong
- Diana Lambert in La storia di una monaca
- Gudrun Landgrebe in Il colonnello Redl, L'amante
- Sue Ane Langdon in Una splendida canaglia
- Claudie Lange in Domani passo a salutare la tua vedova... parola di Epidemia
- Dagmar Lassander in Piedone l'africano
- Daliah Lavi in Due settimane in un'altra città
- Piper Laurie in Appuntamento con la morte, Trauma
- Veronica Lazar in Inferno
- Françoise Lebrun in La religiosa
- Janet Leigh in Fog (ridoppiaggio)
- Vivien Leigh in Lady Hamilton, Anna Karenina (ridoppiaggi)
- Jenifer Lewis in Uno sguardo dal cielo
- Angélique Litzenburger in Party Girl
- Tatyana Lolova in Goodbye Mama
- Shelley Long in La banca del seme più pazza del mondo
- Tilly Losch in La buona terra (ridoppiaggio 1967)
- Sue Lyon in La notte dell'iguana, Missione in Manciuria
- Shirley MacLaine in Cartoline dall'inferno
- Tassadit Mandi in Il condominio dei cuori infranti
- Kika Markham in New York Academy - Freedance
- Josette Martial in Panama Sugar
- Anna Massey in Frenzy
- Eva Mattes in Woyzeck, La ballata di Stroszek
- Lois Maxwell in Solo per i tuoi occhi
- Virginia Mayo in L'urlo dei comanches
- Marian McCargo in Buonasera, signora Campbell
- Linda McCartney in Broad Street
- Mary McDonnell in Amori e amicizie
- Vonetta McGee in Faustina, Assassinio sull'Eiger
- Kelly McGillis in Oltre ogni rischio
- Anne Meara in Saranno famosi
- Macha Méril in Per fortuna che ci sei
- Bette Midler in Giorni di gloria... giorni d'amore
- Lita Milan in Furia selvaggia - Billy Kid
- Donna Mills in Brivido nella notte
- Helen Mirren in Caligola, Il cuoco, il ladro, sua moglie e l'amante
- Mary Ann Mobley in Avventura in Oriente, Bernardo, cane ladro e bugiardo
- Ángela Molina in Il ladro di ragazzi, Gli abbracci spezzati
- Piroska Molnár in Il grande quaderno
- Elisa Montés in I vigliacchi non pregano
- Joanna Moore in Hindenburg
- Michèle Morgan in Stanno tutti bene
- Cathy Moriarty in Matinee
- Patricia Morison in Il mistero del carillon (doppiaggio tardivo)
- Karen Morley in Mata Hari (secondo ridoppiaggio)
- Helen Morse in Picnic ad Hanging Rock (Il lungo pomeriggio della morte)
- Janet Munro in La sfida del terzo uomo
- Kate Nelligan in Paura d'amare, Il principe delle maree
- Lisa Niemi in Alba d'acciaio
- Jan Norris in Nel mezzo della notte
- Kim Novak in La donna che visse due volte (ridoppiaggio)
- Bulle Ogier in Bella sempre
- Debra Paget in L'ultima caccia
- Debbie Paine in Il computer con le scarpe da tennis
- Marisa Paredes in Requiem per un gringo
- Dolly Parton in Fiori d'acciaio
- Luana Patten in I rivoltosi di Boston
- Liliana Pavlo in 7 scialli di seta gialla
- Maria Perschy in Lo sport preferito dall'uomo
- Lauri Peters in Mister Hobbs va in vacanza
- Wendy Phillips in Prima di mezzanotte
- Suzanne Pleshette in Destino in agguato, Quello strano cane... di papà
- Stefanie Powers in Herbie il Maggiolino sempre più matto
- Asha Puthli in Squadra antigangsters
- Francine Racette in 4 mosche di velluto grigio
- Vanessa Redgrave in Assassinio sull'Orient Express
- Consuelo Reina in Django 2 - Il grande ritorno
- Lee Remick in Telefon, Il tocco della medusa
- Debbie Reynolds in Dinne una per me
- Miranda Richardson in La vendetta di Carter
- Linda Ridgeway in Professione: assassino
- Diana Rigg in Alla ricerca dello stregone
- Mary Riggans in Dear Frankie
- Emmanuelle Riva in Un uomo e il suo cane, Amour
- Marcia Rodd in Piccoli omicidi
- Valentina Rozumenko in Siberia
- Jenny Runacre in Il mistero della signora scomparsa
- Dominique Sanda in L'agente speciale Mackintosh, Intrigo in alto mare
- Karin Schubert in La dottoressa sotto il lenzuolo
- Édith Scob in Gemma Bovery
- Connie Scott in Il mio amico delfino
- Fiona Shaw in Super Mario Bros.
- Paula Shaw in Freddy vs. Jason
- Norma Shearer in Strano interludio (ridoppiaggio)
- Roberta Shore in Geremia, cane e spia
- Jane Sibbett in Snow Dogs - 8 cani sotto zero
- Joanna Shimkus in Criminal Face - Storia di un criminale
- Elena Solovej in Civiltà perduta
- Julie Sommars in Herbie al rally di Montecarlo
- Sissy Spacek in Una donna, una storia vera
- June Squibb in Hubie Halloween
- Tisha Sterling in L'uomo dalla cravatta di cuoio
- Connie Stevens in Stazione luna
- Anita Strindberg in I due volti della paura
- Barbara Sukowa in Johnny Mnemonic
- Hsin Tang in Con una mano ti rompo con due piedi ti spezzo
- Sharon Tate in Per favore, non mordermi sul collo!, La valle delle bambole
- Leigh Taylor-Young in Troppo belle per vivere
- Golda Tencer in Zucker!... come diventare ebreo in 7 giorni
- June Thorburn in Le meravigliose avventure di Pollicino
- Ingrid Thulin in Cassandra Crossing
- Barbara Trentham in Rollerball
- Elizabeth Turner in Chi sei?
- Tina Turner in Mad Max oltre la sfera del tuono
- Jolanta Umecka in Il coltello nell'acqua
- Vanna Urbino in Jules e Jim
- Brenda Vaccaro in Love Affair - Un grande amore, L'amore ha due facce
- Jeanne Valérie in A doppia mandata
- Trish Van Devere in Messaggio di morte
- Pilar Velázquez in Sesso in testa
- Marie Versini in Parigi brucia?
- Marina Vlady in Falstaff
- Lindsay Wagner in I falchi della notte
- Dee Wallace in Sospesi nel tempo
- Julie Walters in Billy Elliot, Brooklyn
- Jennifer Warren in Colpo secco
- Jacki Weaver in Stoker
- Ann Wedgeworth in Accadde in paradiso
- Raquel Welch in I tre moschettieri
- Celia Weston in Un perfetto gentiluomo
- Patricia Wettig in Indiziato di reato - Guilty by Suspicion
- Margaret Whitton in Il segreto del mio successo
- Penelope Wilton in Grido di libertà
- Debra Winger in Il tè nel deserto
- Kitty Winn in L'esorcista II - L'eretico
- Natalie Wood in Sentieri selvaggi, Meteor
- Teresa Wright in L'idolo delle folle (ridoppiaggio), Ovunque nel tempo
- Susannah York in Superman IV
- Victoria Zinny in Viridiana
- Adriana Ambesi in La grande notte di Ringo
- Laura Antonelli in Letti selvaggi
- Eleonora Bianchi in Voltati... ti uccido!
- Carla Brait in Perché quelle strane gocce di sangue sul corpo di Jennifer?
- Nadia Brivio in Il cavaliere dai cento volti
- Anna Cardini in Delitto al ristorante cinese
- Nadia Cassini in Quando gli uomini armarono la clava e... con le donne fecero din don
- Alida Chelli in L'uomo del colpo perfetto
- Lorraine De Selle in La liceale seduce i professori
- Silvia Dionisio in L'inquilina del piano di sopra
- Lola Falana in Lola Colt - Faccia a faccia con El Diablo
- Gabriella Giorgelli in Maigret a Pigalle
- Eleonora Giorgi in Disposta a tutto, Liberi armati pericolosi
- Serena Grandi in Le avventure dell'incredibile Ercole, In nome del popolo sovrano
- Angelica Ippolito in Io ho paura
- Marina Lante della Rovere in Assassinio sul Tevere
- Gabriella Lepori in La spacconata
- Antonella Lualdi in Una spina nel cuore
- Barbara Magnolfi in Suspiria
- Silvia Monti in Finché c'è guerra c'è speranza
- Claudia Mori in Linea di sangue
- Maria Teresa Orsini in Ursus, il terrore dei kirghisi
- Anna Maria Pace in Ercole contro i figli del sole
- Paola Pitti in La rivolta dei pretoriani
- Patty Pravo in Il ragazzo che sapeva amare
- Anna Maria Rizzoli in Uno contro l'altro, praticamente amici, Scusi lei è normale?
- Mirella Roxy in Il boia di Venezia
- Rossella Rusconi in Il prefetto di ferro
- Enza Sbordone in Novelle licenziose di vergini vogliose
- Carmen Scarpitta in Il magnate, In nome del Papa Re
- Paola Senatore in Nenè, L'infermiera di notte
- Sara Sperati in Mark il poliziotto
- Monica Vitti in La pacifista (seconda versione, Smetti di piovere)
- Milena Vukotic in I quattro moschettieri
- Voce narrante in Chocolat, Memorie di una geisha

### Serie televisive
- Janet Agren in L'amaro caso della baronessa di Carini
- Cheryl Ladd in Charlie's Angels
- Meredith Baxter in Casa Keaton
- Beverley Elliott in C'era una volta
- Carol Mayo Jenkins in Saranno famosi
- Miranda Richardson in Alice nel Paese delle Meraviglie
- Angela Lansbury in La signora in giallo (episodio 01x21 "Doppio funerale")
- Frances Fisher in CSI - Scena del crimine (episodio 12x04 "Il museo della mafia")
- Jacqueline Bisset in Ally McBeal
- Ellen Burstyn in Law & Order - Unità vittime speciali e House of Cards - Gli intrighi del potere
- Barbara Bach in Odissea
- Andréa Ferréol in Il vagone misterioso
- Macha Méril in Doppia visione
- Betty White in Il promontorio di Annie
- Pam Ferris in Giardini e misteri
- Susan Flannery in Beautiful (2ª voce)
- Lupita Ferrer in Cristal
- Diahann Carroll in Dynasty
- Angela Leal in Agua Viva
- Marita Ballesteros in Manuela
- Cecilia Maresca in Perla nera
- Kathy Bates in American Horror Story
- Barbara Luna in Zorro (1ª voce)
- CCH Pounder in Sons of Anarchy

### Animazione
- Alice in Alice nel Paese delle Meraviglie
- Clementina in West and Soda
- Yashio in Robin e i 2 moschettieri e ½
- Flo in Charlie - Anche i cani vanno in paradiso
- La Fata Turchina in Un burattino di nome Pinocchio
- Moglie infedele del notaio in Il nano e la strega
- La voce narrante in Hubie all'inseguimento della pietra verde e Donkey Xote
- Zia Stecco in James e la pesca gigante
- Zia Fanny in Robots
- Beady in Barnyard - Il cortile
- Giorgina in Animals United
- Il sindaco McGerkle ne Il Grinch

## Riconoscimenti
- Gran Galà del Doppiaggio Romics DD
  - 2010 – Premio alla carriera femminile

- La Musa d'Oro
  - 2023 – Premio alla carriera

- Leggio d'oro
  - 2015 – Premio speciale alla carriera, Leggio d'oro

- Voci nell'ombra
  - 2004 – Targa "Gualtiero De Angelis" alla carriera